# Hapalomys longicaudatus
Hapalomys longicaudatus är en däggdjursart som beskrevs av Edward Blyth 1859. Hapalomys longicaudatus ingår i släktet silkesapråttor, och familjen råttdjur. Internationella naturvårdsunionen kategoriserar arten globalt som starkt hotad. Inga underarter finns listade i Catalogue of Life.
Arten når en kroppslängd (huvud och bål) av 150 till 170 mm och en svanslängd av 170 till 200 mm. Den ulliga pälsen på ovansidan har en gråbrun färg. En orangebrun strimma på varje kroppssida avgränsar ovansidan från den vita undersidan. Ibland kan det finnas en orangebrun skugga på buken. På kanterna av de mörkbruna öronen förekommer svarta hår. Svansen har ett mörkt utseende med korta hår nära roten och längre hår vid spetsen. Liksom hos den andra arten av samma släkte förekommer breda fötter med ganska långa fingrar och tår.
Denna gnagare är bara känd från vissa ställen i Myanmar, Thailand och andra delar av Malackahalvön. Habitatet utgörs av gläntor i skogar som är täckta av bambu. Troligen äter djuret bambu.
Individerna är aktiva på natten. De vilar i större bambustjälkar och skapar ett hål som vanligen har en diameter av 3,5cm som ingång. Boet fodras med bambublad.